# 黑弗尔芬根

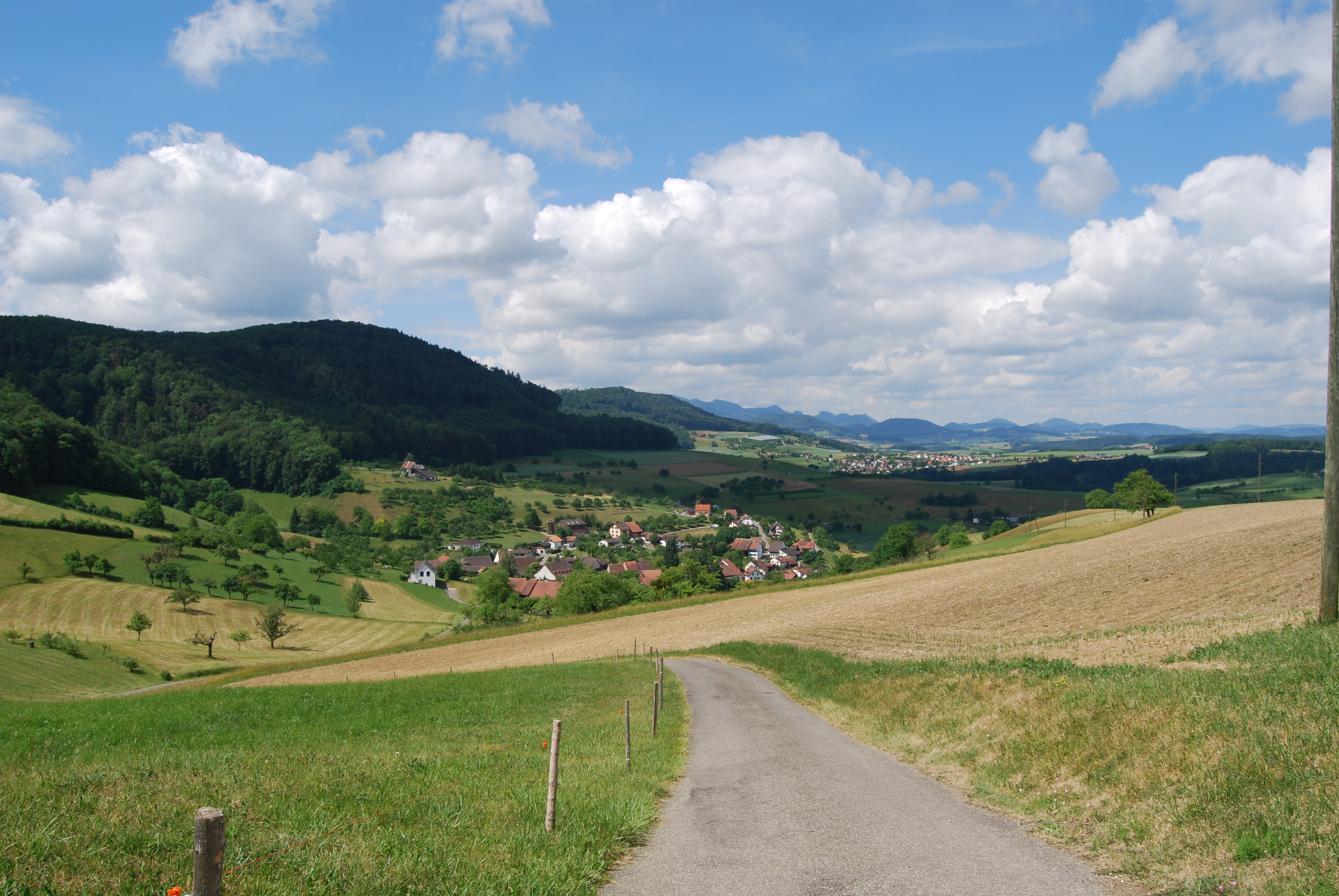

黑弗尔芬根（德语：Häfelfingen）是瑞士的城鎮，位於該國北部，由巴塞爾鄉村州負責管轄，面積3.96平方公里，海拔高度555米，2012年人口280，六成半人口信奉羅馬天主教，人口密度每平方公里71人。